# Наваринська битва (1827)
Навари́нська би́тва 1827  — морська битва, що відбулась 8 (20) жовтня 1827 у Наваринській бухті (на південно-західному узбережжі півострова Пелопоннес) між османсько-єгипетським флотом і з'єднаним флотом Великої Британії, Франції та Російської імперії під час Грецької національно-визвольної революції 1821–1829 років.

## Передумови
У липні 1821 року в Греції розпочалось антитурецьке повстання, яке за три місяці охопило значну частину континентальної країни, острови Кріт та Кіпр і переросло в одинадцятирічну війну за незалежність Греції. 22 січня 1822 року національні збори, що зібрались у містечку Піаду на узбережжі Саронічної затоки, проголосили створення Грецької республіки зі столицею у Коринфі. Проте ні згуртувати розрізнені сили повсталих, ні домогтись міжнародного визнання її Тимчасовому уряду не вдалось, й розбіжності між лідерами повстання у 1823-25-х роках привели до двох громадянських воєн.
Османська імперія, спираючись на допомогу паші Єгипту Мухаммеда-Алі, придушила повстання спочатку у Кандії на Криті, а 8 травня 1825 року після тривалої облоги взяла фортецю-порт Наварин (нині Пілос у Греції) на узбережжі однойменної бухти в Іонічному морі. 1 червня 16-тисячні єгипетські війська розбили греків біля розташованого поблизу містечка Гаргальяні, що відкрило їм шлях у центр Пелопоннесу, практично повністю зайнятого до весни 1826 року. У Центральній Греції у цей час проти 5-тисячної армії грецьких повстанців успішно діяли уп'ятеро більші османські війська, які у серпні взяли в облогу Афіни.
Жорстокість розправ над повстанцями викликала неабиякий резонанс у Європі, звідки до Греції рушили тисячі добровольців. Уряди ведучих держав відреагували конференцією у Лондоні, де в липні 1826 року Велика Британія, Російська Імперія і Франція уклали угоду про сприяння негайному припиненню війни. Проте зусилля їх посланців виявились марними, і після падіння на початку червня 1827 року Афін вони уклали конвенцію про спільні дії, щоб змусити Туреччину до негайного перемир'я і надання Греції автономії під османським сюзеренітетом. Секретна частина Лондонської конвенції передбачала, що у випадку відхилення її вимог, до столиці Грецької республіки у Нафпліоні, одного з небагатьох міст Пелопонессу, яке все ще було в руках повсталих, союзні держави направлять консулів, тим самим надавши грецькому уряду фактичне дипломатичне визнання, а їх військовим флотам буде віддано наказ «вжити всіх заходів, які вимагатимуть обставини».

## Перебіг битви
Союзні ескадри були направлені для тиску на Османську імперію, яка відмовилася виконати вимоги Лондонської конвенції 1827 року про надання Греції автономії. Командувачі ескадри британська віце-адмірал Е. Кодрінгтон, російський контр-адмірал Л. М. Гейден і французький контр-адмірал А. Г. де Ріньї ухвалили рішення увійти у Наваринську бухту, де перебував османсько-єгипетський флот під командуванням Ібрагіма-паші (3 лінійних кораблі, 23 фрегати та близько 40 корветів і бригів, що мали до 2 220 гармат).
Вхід у бухту захищали берегові батареї (165 гармат і 6 брандерів). 8 (20) жовтня британські (3 лінійних кораблі, 4 фрегати, 1 корвет і 3 бриги), французькі (3 лінійних кораблі, 2 фрегати, 2 корвети) та російські (4 лінійних кораблі, 4 фрегати) ескадри (всього 1676 гармат) під загальним командуванням Едварда Кодрінгтона, як старшого за званням, увійшли в бухту.
Після вбивства османами британського парламентера й обстрілу кораблів береговими батареями союзники відкрили вогонь. Протягом 4 годин османсько-єгипетський флот був повністю знищений, загинуло до 7 тис. османів. У бою особливо відзначився російський флагманський корабель «Азов» під командуванням капітана 1-го рангу Михаїла Лазарєва. Союзники втратили понад 800 убитих і поранених. Розгром османського флоту сприяв національно-визвольній боротьбі Греції та перемозі Російської імперії в російсько-турецькій війні 1828–1829 років.